# (33054) 1997 UU14
1997 UU14 (asteroide 33054) é um asteroide da cintura principal. Possui uma excentricidade de 0.21121530 e uma inclinação de 2.78119º.
Este asteroide foi descoberto no dia 26 de outubro de 1997 por Maura Tombelli e Andrea Boattini em San Marcello.